# ۷۰۱ (قمری)
۷۰۱ (قمری)، هفتصد و یکمین سال در گاهشماری هجری قمری است. اول محرم این سال برابر با چهاردهم سپتامبر سال ۱۳۰۱ میلادی است.